# Юдит фон Хенеберг-Кобург
Юдит (Юта) фон Хенеберг-Кобург (на немски: Judith (Jutta) von Henneberg; * ок. 1252/1272; † 13 септември 1327) от род Хенеберги, е графиня от Хенеберг и чрез женитба маркграфиня на Маркграфство Бранденбург.

## Произход
Тя е дъщеря на граф Херман I фон Хенеберг-Кобург (1224 – 1290) и съпругата му Маргарета Холандска (1234 – 1276), дъщеря на граф Флоренс IV Холандски (1222 – 1234) и съпругата му графиня Матилда фон Брабант (1200 – 1267).
Юдит е наследничка на Кобург и Шмалкалден.

## Фамилия
Юдит се омъжва на 22 октомври 1268 г. във Фрайбург за маркграф Ото V фон Бранденбург „Дългия“ (1246 – 1298) от род Аскани, син на маркграф Ото III († 1267). Тя е втората му съпруга. Те имат седем деца:
- Херман III (1275 – 1308), маркграф на Бранденбург, женен през 1295 г. за Анна Австрийска († 1327)
- Ото фон Брандебург-Залцведел (ок. 1270 – сл. 1295), женен за Хедвига от Силезия († ок. 1343/1347)
- Албрехт (ок. 1273 – 1298)
- Мехтхилд фон Брандебург-Залцведел (ок. 1270 – 1300), омъжена 1288 г. за херцог Хайнрих IV от Бреслау († 1290)
- Кунигунда († 1317)
- Беатрикс фон Брандебург (ок. 1270 – ок. 1315), омъжена I. 1284 г. за херцог Болко I фон Швидница († 1301), II. ок. 1308 г. за херцог Владислав II от Силезия-Козел († ок. 1351/52)
- Юдит фон Брандебург (ок. 1280 – 1328), омъжена 1298 г. за херцог Рудолф I фон Саксония-Витенберг († 1356)